# Імо
І́мо (англ. Imo State) — штат на півдні Нігерії. 35-й за площею та 14-й за населенням штат Нігерії. Адміністративний центр штату — місто Оверрі.

## Історія
Штат Імо — один з найбільших експортерів сирої нафти і природного газу в Нігерії. Штат утворений 3 лютого 1976 року, до цього був частиною невизнаної держави Біафра.

## Адміністративний центр
Адміністративно штат ділиться на 27 територій місцевого управління:
- Aboh Mbaise
- Ahiazu Mbaise
- Ehime Mbano
- Ezinihitte
- Ideato North
- Ideato South
- Ihitte/Uboma
- Ikeduru
- Isiala Mbano
- Isu
- Mbaitoli
- Ngor Okpala
- Njaba
- Nkwerre
- Nwangele
- Obowo
- Oguta
- Ohaji/Egbema
- Okigwe
- Onuimo
- Orlu
- Orsu
- Oru East
- Oru West
- Owerri Municipal
- Owerri North
- Owerri West